# Olesicampe abnormis
Olesicampe abnormis är en stekelart som först beskrevs av Carl Gustav Alexander Brischke 1880.  Olesicampe abnormis ingår i släktet Olesicampe och familjen brokparasitsteklar. Inga underarter finns listade i Catalogue of Life.